# Life and Medical Sciences Bonn
LIMES (Life and Medical Sciences Bonn) ist ein Institut und Wissenschaftszentrum an der Rheinischen Friedrich-Wilhelms-Universität Bonn. Gemeinsame Forschungsschwerpunkte der dort ansässigen Arbeitsgruppen sind die Untersuchung von Stoffwechsel-Kontrollmechanismen und zellulären Signalwegen bei Wachstum, Altern und der Regulation des Immunsystems. Ebenfalls im Fokus sind Stoffwechsel-Erkrankungen wie Fettsucht, Lipid-Speichererkrankungen, Diabetes und Autoimmunerkrankungen. Die Arbeitsgruppen des interdisziplinären LIMES-Instituts stammen aus den Fachgebieten Biologie, Chemie und Medizin.
Zu den gemeinsamen Forschungsinitiativen des LIMES-Instituts gehören die zwei Sonderforschungsbereiche SFB 645 und SFB 704 und das Graduiertenkolleg GRK 804, die von der Deutschen Forschungsgemeinschaft gefördert werden. Die Ausbildungsprogramme des Instituts beinhalten den Bachelor-Studiengang Molekulare Biomedizin und den Master-Studiengang Life & Medical Sciences.
Der Neubau des ersten von zwei Bauabschnitten des LIMES-Instituts in Poppelsdorf wurde 2010 fertiggestellt.

## Geschichte
Im Jahr 2000 entstand die interdisziplinäre LIMES-Konzeption, um gemeinsame biomedizinische Forschungs- und Ausbildungsprogramme durchzuführen. Die Konzeption war dabei auf 3 Säulen aufgebaut:
1. die Einrichtung gemeinsamer, von der Deutschen Forschungsgemeinschaft geförderter Drittmittel-Verbundprojekte, wie Forschergruppen und Sonderforschungsbereiche.
2. die Einrichtung innovativer Studiengänge mit dem Ziel, exzellenten wissenschaftlichen Nachwuchs auszubilden.
3. die Errichtung eines interdisziplinären Zentrums für biomedizinische Grundlagenforschung, des LIMES-Zentrums, in dem die an den gemeinsamen Forschungs- und Ausbildungsprogrammen beteiligten Arbeitsgruppen, „unter einem Dach“ zusammenarbeiten können.

- Im Rahmen der 1. Säule wurde
  - 2001 die DFG-Forschergruppe FOR 425 mit Hoch als Sprecher
  - 2002 das Graduiertenkolleg GRK 804 mit Famulok als Sprecher (im gleichen Jahr bekam Famulok auch den DFG Leibniz-Preis für seine Forschungen im Bereich der RNA-Technologien)
  - 2005 den Sonderforschungsbereich SFB 645 mit dem Thema „Biomembranen“ mit Hoch als Sprecher
  - 2006 den Sonderforschungsbereich SFB 704 zur lokalen Regulation des Immunsystems mit Kolanus als Sprecher eingeworben.

Das LIMES-Institut ist auch seit 2012 am DFG Exzellenz-Cluster „ImmunoSensation: the immune sensory system“ beteiligt.
- Im Rahmen der 2. Säule wurde im Jahre 2003/2004 der interdisziplinäre Studiengang Molekulare Biomedizin für 30 Studierende pro Jahr eingerichtet. 2006 startete außerdem ein Sommeraustausch-Programm Life Sciences and Culture Bonn für Studierende der amerikanischen Harvard University. Aufbauend auf den Bachelor-Studiengang Molekulare Biomedizin wird auch ein Master-Programm Life & Medical Sciences angeboten.

- Die 3. Säule der LIMES-Konzeption wurde mit dem Bau des neuen LIMES-Biozentrums in Bonn-Poppelsdorf verwirklicht, das auf ca. 3.700 m² Platz für Labore und Büros von derzeit 10 Arbeitsgruppen sowie zentrale Räumlichkeiten und eine gemeinsame Infrastruktur für Forschung und Lehre bietet.

## Forschungsgebiete
- Chemische Biologie, Medizinische Chemie, Biochemie
- Immunbiologie
- Zellbiologie, Membranbiologie
- Entwicklungsbiologie, Genetik
- Physiologie